# 6-Stunden-Rennen von Mugello 1976

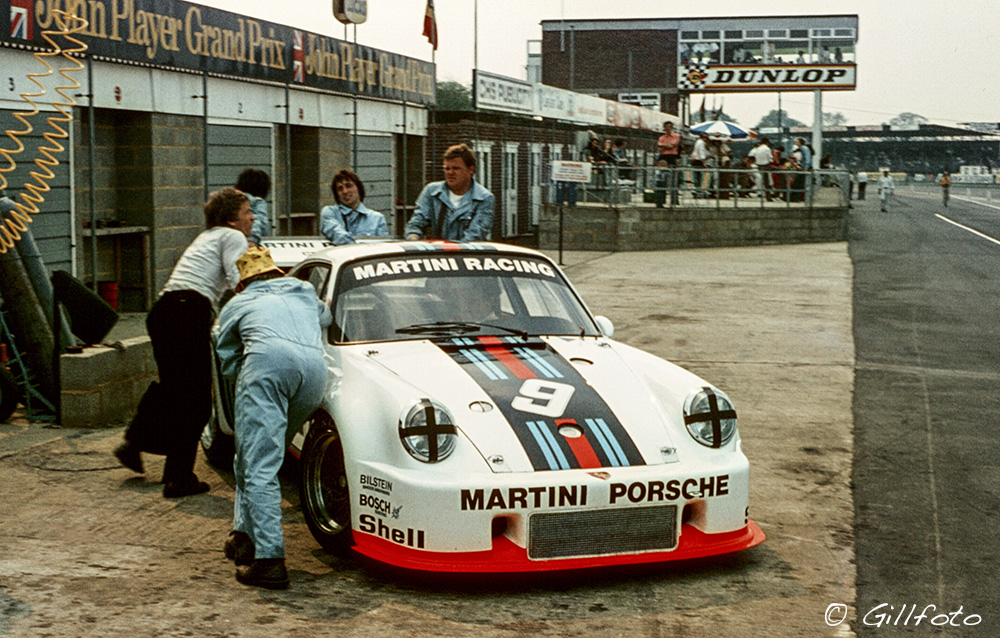
Der Porsche 935, hier beim 6-Stunden-Rennen von Silverstone, gab in Mugello sein Renndebüt

Das 6-Stunden-Rennen von Mugello 1976, auch March Trophy, Mugello 6 Hours, fand am 21. März auf dem Autodromo Internazionale del Mugello statt. Das Rennen war der erste Wertungslauf der Sportwagen-Weltmeisterschaft dieses Jahres.

## Das Rennen
Mit dem ersten Rennen der Sportwagen-Weltmeisterschaft 1976 trat ein neues sportliches und technisches Reglement in Kraft. Die FIA schrieb ab 1976 neue Regeln für die Weltmeisterschaft aus. Die Markenweltmeisterschaft wurde mit Produktionswagen der Gruppe 5 und parallel eine Sportwagen-Weltmeisterschaft mit Sportwagen der Gruppe 6 ausgetragen. Für den GT-Motorsport war die Gruppe 4 ausgeschrieben worden. Bei Porsche hatte man mit dem 935 einen Gruppe-5-Rennwagen entwickelt, der in Mugello sein Renndebüt gab. Nach den Querelen mit dem Team des hessischen Immobilienhändlers Hermann Dannesberger übernahm man bei Porsche die Renneinsätze wieder selbst. Als Fahrer wurden Jacky Ickx und Jochen Mass verpflichtet. Auch BMW setzte mit dem BMW 3.5 CSL einen Gruppe-5-Wagen ein.
Die erste Auseinandersetzung zwischen Porsche und BMW endete mit einem deutlichen Erfolg für Porsche. Jacky Ickx und Jochen Mass hatten im Werkswagen im Ziel einen Vorsprung von sechs Runden auf Bob Wollek und Hans Heyer, die einen von Kremer Racing gemeldeten 935 fuhren. Bester BMW war der achtplatzierte 3.5 CSL von John Fitzpatrick und Tom Walkinshaw.

## Ergebnisse

### Schlussklassement
| 1                  | Gr. 5  | 4  | Martini Racing         | Jochen Mass Jacky Ickx                              | Porsche 935             | 174 |
| 2                  | Gr. 5  | 5  | Porsche Kremer Racing  | Bob Wollek Hans Heyer                               | Porsche 935             | 168 |
| 3                  | GT     | 7  | Egon Evertz Solingen   | Leo Kinnunen Egon Evertz                            | Porsche 934             | 162 |
| 4                  | Gr. 5  | 23 | Joest Racing           | Reinhold Joest Jürgen Barth Willi Bartels           | Porsche Carrera RSR     | 161 |
| 5                  | Gr. 5  | 22 | Kenneth Leim           | Kenneth Leim Kurt Simonsen                          | Porsche Carrera RSR     | 157 |
| 6                  | GT     | 18 | Gelo Racing            | Tim Schenken Rolf Stommelen                         | Porsche 934             | 155 |
| 7                  | GT     | 9  | Gabriele Gottifredi    | Angelino Lepri Gabriele Gottifredi Girolamo Capra   | Porsche 934             | 154 |
| 8                  | Gr. 5  | 2  | Hermetite BMW          | John Fitzpatrick Tom Walkinshaw                     | BMW 3.5 CSL             | 151 |
| 9                  | Gr. 5  | 34 | Jolly Club             | Walter Dona Martino Finotto Umberto Grano           | Ford Escort RS 2000 BDG | 148 |
| 10                 | Gr. 5  | 3  | BMW Faltz Alpina Essen | Sam Posey Harald Grohs                              | BMW 3.5 CSL             | 147 |
| 11                 | Gr. 5  | 33 | Ciro Nappi             | Ciro Nappi Ricciardo Ricci                          | BMW 2002 TII            | 144 |
| 12                 | Gr. 5  | 31 | Giada Auto             | Ferruccio Caliceti Carlo Brunner                    | Alpine A110 1600        | 139 |
| Nicht klassiert    |        |    |                        |                                                     |                         |     |
| 13                 | Gr. 5  | 37 | Citta dei Mille        | Duilio Ghislotti Romeo Camathias                    | Alfa Romeo GTV          | 118 |
| Ausgefallen        |        |    |                        |                                                     |                         |     |
| 14                 | Gr. 5  | 1  | Schnitzer              | Dieter Quester Albrecht Krebs Brian Redman          | BMW 3.5 CSL             | 169 |
| 15                 | Gr. 5  | 36 | Mario Ruoso            | Mario Ruoso Paolo de Leonibus                       | Ford Escort             | 86  |
| 16                 | GT     | 24 | Jolly Club             | Carlo Facetti Emilio Paleari Gianfranco Ricci       | Lancia Stratos          | 81  |
| 17                 | Gr. 5  | 42 | Cosimo Turizio         | Cosimo Turizio Carlo Giorgio Ciro Nappi             | Ford Escort             | 62  |
| 18                 | GT     | 19 | Gelo Racing Tebernum   | Toine Hezemans Clemens Schickentanz                 | Porsche 934             | 60  |
| 19                 | T      | 16 | Zip-Up Racing          | Stuart Graham Reine Wisell Arturo Merzario          | Chevrolet Camaro Z28    | 53  |
| 20                 | T      | 15 | Zip-Up Racing          | Arturo Merzario Rune Tobiasson Stuart Graham        | Chevrolet Camaro Z28    | 52  |
| 21                 | Gr. 5  | 32 | Jolly Club             | Martino Finotto Renzo Zorzi Umberto Grano           | Ford Escort             | 33  |
| 22                 | GT     | 38 | Piercarlo Ghinzani     | Piercarlo Ghinzani Giovanni Carminati               | Porsche 914/6           | 32  |
| 23                 | GT     | 14 | Jolly Club             | Giorgio Schön Giuseppe Bianco Giorgio Gargano       | Porsche 934             | 7   |
| 24                 | Gr. 5  | 25 | Michele di Gioia       | Lella Lombardi Michele di Gioia Vittorio Bernasconi | Porsche Carrera RSR     | 5   |
| Nicht gestartet    |        |    |                        |                                                     |                         |     |
| 25                 | Gr. 5  | 21 | Lancia Corse           | Carlo Facetti Vittorio Brambilla                    | Lancia Stratos Turbo    | 1   |
| Nicht qualifiziert |        |    |                        |                                                     |                         |     |
| 26                 | ser. T | 29 | Giotto Bizzarrini      | Goffredo Larini Giotto Bizzarrini                   | Opel Commodore GS/E     | 2   |

1 Wagenbrand im Training
2 nicht qualifiziert

### Nur in der Meldeliste
Hier finden sich Teams, Fahrer und Fahrzeuge, die ursprünglich für das Rennen gemeldet waren, aber aus den unterschiedlichsten Gründen daran nicht teilnahmen.
| Pos. | Klasse | Nr. | Team                   | Fahrer                                                    | Chassis             |
| ---- | ------ | --- | ---------------------- | --------------------------------------------------------- | ------------------- |
| 27   | Gr. 5  | 6   | Jean-Claude Aubriet    | Jean-Claude Aubriet Jean-Claude Depince                   | BMW 3.5 CSL         |
| 28   | GT     | 8   | Louis Meznarie         | Hubert Striebig Anne-Charlotte Verney                     | Porsche 934         |
| 29   | Gr. 5  | 11  | Scuderia Brescia Corse | Maurizio Micangeli Carlo Pietromarchi Ruggero Parpinelli  | De Tomaso Pantera   |
| 30   | Gr. 5  | 12  | Scuderia Brescia Corse | Ruggero Parpinelli Gabriele Gottifredi Maurizio Micangeli | De Tomaso Pantera   |
| 31   | Gr. 5  | 26  | Scuderia Brescia Corse | Mario Radicella Carlo Bilotti                             | Porsche Carrera RSR |
| 32   | Gr. 5  | 27  | Carlo Rebai            | Carlo Rebai Bruno Rebai                                   | Porsche Carrera RSR |
| 33   | GT     | 28  | Jolly Club             | Kemal Nuri Pelit Giorgio Schön Giuseppe Bianco            | Porsche Carrera RSR |
| 34   | GT     | 35  | Emilio Pegger          | Emilio Pegger                                             | Porsche 914/6       |
| 35   | T      | 39  | Alessandro Fracastoro  | Alessandro Fracastoro Moreno Baldi                        | Alfa Romeo GTV      |
| 36   | ser. T | 41  | Mario Mura             | Mario Mura Mauro Mura                                     | Simca 1000 Rallye 2 |

### Klassensieger
| Klasse | Fahrer                  | Fahrer      | Fahrzeug    | Platzierung im Gesamtklassement |
| ------ | ----------------------- | ----------- | ----------- | ------------------------------- |
| Gr. 5  | Jochen Mass             | Jacky Ickx  | Porsche 935 | Gesamtsieg                      |
| GT     | Leo Kinnunen            | Egon Evertz | Porsche 934 | Rang 3                          |
| T      | kein Teilnehmer im Ziel |             |             |                                 |
| ser. T | kein Teilnehmer im Ziel |             |             |                                 |

### Renndaten
- Gemeldet: 36
- Gestartet: 24
- Gewertet: 12
- Rennklassen: 4
- Zuschauer: unbekannt
- Wetter am Renntag: warm und trocken
- Streckenlänge: 5,245 km
- Fahrzeit des Siegerteams: 6:00:53,070 Stunden
- Gesamtrunden des Siegerteams: 174
- Gesamtdistanz des Siegerteams: 912,680 km
- Siegerschnitt: 151,724 km/h
- Pole Position: Jochen Mass – Porsche 935 (#4) – 1:55,280
- Schnellste Rennrunde: Jacky Ickx – Porsche 935 (#4) – 1:58,700 = 159,073 km/h
- Rennserie: 1. Lauf zur Sportwagen-Weltmeisterschaft 1976